# Atlas Model Railroad
Die Atlas Model Railroad Company, Inc. produziert Modelleisenbahnen in der Spur N, Spur H0 und Spur 0.
Das Unternehmen ist der größte Hersteller von Modellbahngleisen in den USA, insbesondere werden Flexgleise und Weichen im „Code 55-Gleisprofil“ (1,4 mm) produziert. Des Weiteren werden Drehscheiben, Brücken und diverses Rollmaterial hergestellt.

## Geschichte
1924 gründete Stephan Schaffan Sr. die Atlas Tool Company in Newark. 1933 stieg sein Sohn Stephan Schaffan Jr. 16-jährig in die Firma seines Vaters ein. Als begeisterter Flugzeugmodellbauer bekam er den Auftrag eines Händlers, Modellbahngleise zu verbessern, diese mussten bislang aus Schwellen und Schienenprofilen selbst zusammengebaut werden. Stephan Schaffan Jr. entwickelte Maschinen zur automatisierten Produktion von Gleisen, und Schienenverbinder für vormontierte Weichen und Flexgleise. Diese Produkte öffneten den Markt für Modelleisenbahnen einer breiten Öffentlichkeit.
1947 errichtete der bisherige Garagenvertrieb eine Fabrik in Hillside (New Jersey), in der die Produkte für den Massenmarkt hergestellt wurden. Am 30. September 1949 wurde das Unternehmen in eine Kapitalgesellschaft umgewandelt und damit zur Atlas Tool Company Inc.
1962 stellte Atlas ein Autobahn-System vor, das später die Grundlage für die Faller AMS Fahrzeuge bildete.